# Anhaltezentrum Vordernberg
Das Anhaltezentrum Vordernberg ist eine Einrichtung des österreichischen Innenministeriums in der Ausreisepflichtige, deren asyl- bzw. fremdenrechtliches Verfahren eine freiheitsbeschränkende Sicherung notwendig erscheinen lässt, untergebracht werden. Es wurde am 15. Jänner 2014 in Vordernberg eröffnet und soll andere Polizeianhaltezentren entlasten.

## Geschichte
Ab dem Jahr 2006 wurde eine entsprechende Standortsuche für eine Schubhaft-Einrichtung für ca. 220 Personen durchgeführt, die den Standort in Vordernberg ermittelte. Eine diesbezügliche Volksabstimmung in der Gemeinde ergab eine Zustimmung von knapp 70 % zum geplanten Projekt. Es erfolgte eine europaweite Ausschreibung für die Planung der Anlage, welche vom Wiener Architekturbüro SUE gewonnen wurde.
Ende März 2012 erfolgte der Spatenstich zum Bau, welches auf einem Gelände von rund 9.500 Quadratmetern errichtet wurde. Die Anlage wurde von der Bundesimmobiliengesellschaft errichtet, welche nach Fertigstellung an das Innenministerium vermietet wurde. Dienstlich untersteht das Anhaltezentrum Vordernberg der Landespolizeidirektion Steiermark.